# 萊伊西

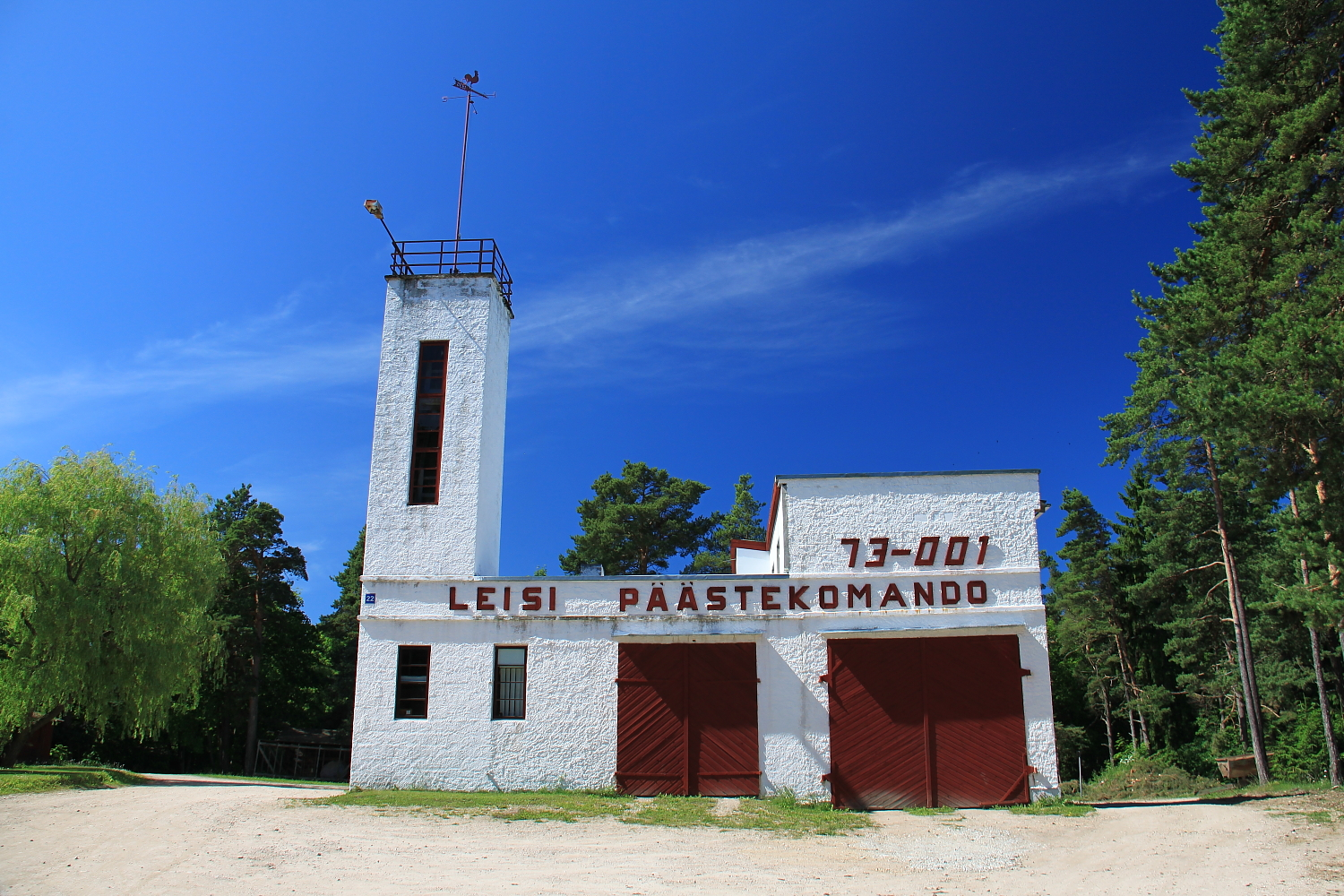
莱伊西消防站

萊伊西，是愛沙尼亞薩雷縣萨雷马市镇内的小鎮，位於該國西部，曾是原萊伊西市镇的行政中心，處於首都塔林西南面150公里，海拔高度10米，2011年該小鎮人口264。